# Ataenius isabelae
Ataenius isabelae är en skalbaggsart som beskrevs av Franz 1985. Ataenius isabelae ingår i släktet Ataenius och familjen Aphodiidae. Inga underarter finns listade.